# Нагуманов, Тимур Дмитриевич
Тимур Дмитриевич Нагуманов (род. 23 февраля 1983 года, Казань, Татарская АССР, РСФСР, СССР) — российский государственный деятель. Глава города Альметьевск и Альметьевского района (2019—2024), помощник раиса РТ с 15 ноября 2024 года. С конца 2015 года он включён в кадровый резерв управленческих кадров, которые находятся под патронажем президента России Владимира Путина.

## Биография
Родился в Казани 23 февраля 1983 года. Отец, Дмитрий Нагуманов, являлся с 1990 по 1997 годы руководителем министерством финансов республики Татарстан.
В 2002 году начал свою профессиональную карьеру в должности коммерческого директора ООО «Остин» (Зеленодольск).
В 2004—2005 годы Нагуманов работал начальником финансового отдела компании «Буинский сахарный завод» и генеральным директором ООО «Новые сахарные технологии» Буинского района.
В 2005—2006 годы занимал должность заместителя генерального директора по экономике и финансам компании «Заинский сахар».
В 2006—2007 годы являлся руководителем компании «Бурундуковский элеватор».
В 2006 году окончил обучение в Казанском государственном финансово-экономическом институте по специальности «магистр экономики». Также прошел обучение в школе управления «Сколково» по программе профессиональной переподготовки «Мастер делового администрирования».

### Политическая карьера
В 2007 году Тимур Дмитриевич был назначен руководителем исполнительного комитета Дрожжановского муниципального района.
С 7 декабря 2007 года был избран главой Дрожжановского муниципального района Татарстана.
В январе 2013 года был назначен Уполномоченным по защите прав предпринимателей при Президенте Республики Татарстан.
8 сентября 2019 года Тимур Дмитриевич Нагуманов был избран депутатом Альметьевского городского Совета. По результатам выборов он получил 63,8 % голосов по Западному одномандатному округу № 15.
16 сентября 2019 года по результатам тайного голосования депутатов Городского совета города Альметьевска был избран городским градоначальником, а также главой Альметьевского района. В поддержку кандидатуры Нагуманова отдали свои голоса 25 депутатов совета. Кандидатуру Нагуманова поддержал Рустам Минниханов, президент Татарстана.
С 15 ноября 2024 года избран Помощником раиса РТ.

## Имущество и доходы
За 2019 год Тимур Дмитриевич задекларировал доход в 9,3 млн рублей. В указанную сумму входит доход, полученный на посту бизнес-омбудсмена Татарстана (до момента вступления в должность депутата и главы города Альметьевска). В личной собственности у Тимура Нагуманова: дача, гараж, земельный участок, квартира площадью 109 м². Транспортных средств за мэром не числится.
Жена политика за 2019 год заработала всего 55 тысяч рублей. В числе задекларированного ею имущества дача, два автомобилями марки «Киа Рио» и «BMW X5». В совместном пользовании у супругов находится квартира общей площадью 158 м². В долевой собственности у двух детей Нагумановых — квартира общей площадью 58 кв. м.